# Hanna Rycharska
Hanna Rycharska, z d. Sądej (ur. 1 lipca 1988) – polska piłkarka ręczna. Medalistka mistrzostw Polski, reprezentantka Polski.

## Kariera sportowa
Jest wychowanką MKS Truso Elbląg, od 2006 występowała w Starcie Elbląg. W sezonie 2012/2013 nie grała z powodu przerwy macierzyńskiej i początkowo miała w 2013 zakończyć grę w elbląskim klubie, ale ostatecznie kontynuowała tam karierę do 2015. Od 2015 występuje w AZS Koszalin, w 2018 zdobyła z tym zespołem brązowy medal mistrzostw Polski.
W reprezentacji Polski seniorek debiutowała 19 listopada 2009 w towarzyskim spotkaniu z Ukrainą. W 2015 wystąpiła na mistrzostwach świata, zajmując z drużyną 4. miejsce. W 2017 została powołana do reprezentacji na ostatni mecz mistrzostw świata po kontuzji innych zawodniczek (polska drużyna zajęła 17. miejsce). Ponadto z akademicką reprezentacją Polski zajęła 5. miejsce na akademickich mistrzostwach świata w 2010.
Od 2017 zamężna z piłkarzem ręcznym Henrykiem Rycharskim.